# Nabumetone
Il nabumetone (nella fase sperimentale conosciuto con la sigla BRL 14777), nome chimico 4-(6'-metossi-2'-naftil)butan-2-one, è un farmaco antinfiammatorio, derivato dell'acido 1-naftilacetico o acido alfa-naftalenacetico, appartenente alla famiglia dei farmaci antinfiammatori non steroidei (FANS). Il farmaco in seguito all'assorbimento e alla metabolizzazione da parte del fegato circola prevalentemente sotto forma di metabolita, l'acido 6-metossi-2-naftilacetico, in grado di inibire la sintesi prostaglandinica. Il farmaco esplica una spiccata attività antinfiammatoria, analgesica e antipiretica. Il farmaco sembra avere un profilo di tollerabilità gastro-intestinale migliore rispetto a quella di altre molecole della stessa classe. In Italia è venduto, fra gli altri, dall'Istituto farmacologico Malesci con il nome commerciale di Artaxan e dalla società farmacologica Geymonat con il nome commerciale Nabuser.

## Farmacodinamica
Nabumetone, chimicamente, è un composto neutro privo di radicali acidi, che a seguito di assunzione orale e assorbimento intestinale viene ampiamente metabolizzato a livello epatico (effetto di primo passaggio). Gli studi farmacologici hanno dimostrato che il principale metabolita attivo, l'acido 6-metossi-2-naftilacetico, è un efficiente inibitore della prostaglandina-endoperossido sintasi, meglio nota come ciclossigenasi (COX) e che preferenzialmente determina un'inibizione della COX2. L'azione della molecola, sia nell'animale sia nell'uomo, è legata all'azione del suo principale metabolita attivo, mentre la nabumetone, come tale, presenta una scarsa attività su tale sintetasi.

## Farmacocinetica
Dopo somministrazione orale nabumetone viene ampiamente assorbito a livello intestinale e prontamente metabolizzato dal fegato in acido 6-metossi-2-naftilacetico. Tale acido viene successivamente glucuronato ed eliminato dall'organismo attraverso l'escrezione urinaria (per l'80% circa) e le feci (circa il 10 %).

L'emivita dell'acido 6-metossi-2-naftilacetico è di circa 24 ore. Il metabolita a causa dell'elevato legame con le proteine plasmatiche, non è risultato dializzabile.

Studi sperimentali hanno evidenziato come nel paziente anziano, le concentrazioni plasmatiche allo steady-state siano in genere più elevate di quelle osservabili in volontari giovani. Questo dato non sembra comportare un incremento clinicamente rilevante dell'incidenza di effetti avversi o indesiderati.

## Usi clinici
Nabumetone viene utilizzato come antinfiammatorio e antidolorifico in processi infiammatori di rilevante entità, soprattutto di origine articolare: ad esempio nell'artrite reumatoide, nell'osteoartrosi, nella spondilite anchilosante, nella artropatia gottosa e nel reumatismo extrarticolare. Viene inoltre impiegato in numerose affezioni periarticolari come la borsite, la tendinite, la sinovite e la periartrite scapolomerale.

In letteratura esiste documentazione di una sua efficacia anche in ambito traumatologico e in particolare nei traumi di natura sportiva.

## Effetti collaterali e indesiderati
In corso di terapia con nabumetone si possono verificare effetti collaterali a carico di diversi apparati. Gli eventi avversi di più frequente osservazione sono di natura gastrointestinale: nausea, vomito, dispepsia, stomatiti ulcerative, gastrite, ulcere peptiche, perforazione o emorragia gastrointestinale, flatulenza, diarrea o costipazione, dolore addominale, melena, ematemesi, esacerbazione di colite e malattia di Crohn.
In alcuni pazienti sono state osservate reazioni a carico del sistema nervoso centrale e tra queste confusione mentale, vertigini, sonnolenza, cefalea e insonnia. A carico dell'apparato tegumentario (la cute) si possono presentare esantema, arrossamento, prurito, alopecia, eritema multiforme, fotosensibilità, sindrome di Stevens Johnson, necrolisi tossica epidermica e orticaria. Il coinvolgimento dell'apparato genito-urinario si manifesta in genere con rari casi di sindrome nefrotica, nefropatia tubulointerstiziale, insufficienza renale acuta e menorragia. È poi possibile l'insorgenza di segni e sintomi a carico di altri apparati e organi che si manifestano con tinnito, disfunzioni visive, dispnea, broncospasmo, trombocitopenia, ipercaliemia, alterazione dei parametri della funzionalità epatica e in particolare delle transaminasi (AST e ALT).

## Controindicazioni
Il farmaco è controindicato nei soggetti con ipersensibilità nota al principio attivo o agli eccipienti. Nabumetone è controindicato in età pediatrica, nelle donne in stato di gravidanza e nel corso dell'allattamento al seno. Un'ulteriore controindicazione è rappresentata dalla presenza di una grave insufficienza cardiaca.

## Avvertenze
Esiste la possibilità di ipersensibilità crociata con altri FANS. Ciò significa che se un soggetto ha dimostrato una qualsiasi forma di intolleranza nei confronti di un qualsiasi FANS, è probabile che lo stesso problema si ripresenti con il nabumetone. In particolare pazienti che soffrono di asma causata da acido acetilsalicilico, dovrebbero evitare l'assunzione del nabumetone.
Come altri farmaci appartenenti alla stessa categoria, anche il nabumetone può indurre la ritenzione di liquidi, perciò il farmaco non andrebbe utilizzato, o utilizzato con estrema attenzione, in soggetti con insufficienza cardiaca congestizia  e in quelli affetti da ipertensione.
Sebbene meno gastrolesivo rispetto ad altri FANS, il farmaco non deve essere assunto da pazienti che soffrono di ulcera, insufficienza epatica o in terapia con anticoagulanti poiché potrebbe aumentare l'effetto anticoagulante.
Non esistono dati certi circa l'utilizzo del farmaco in soggetti con età inferiore ai 14 anni.

## Interazioni
Il nabumetone si lega alle proteine plasmatiche e questo fenomeno deve essere considerato se il paziente assume altri farmaci che si legano ampiamente alle proteine del plasma come le sulfaniluree, sulfonamidi, derivati sulfamidici e idantoina. È bene inoltre evitare la co-terapia con altri farmaci antinfiammatori non steroidei e con corticosteroidi poiché queste associazioni determinano un'eccessiva attività antinfiammatoria. L'associazione con anticoagulanti, e in particolare il warfarin può comportare un notevole incremento del rischio di emorragie evidenziabile con il riscontro di un marcato allungamento del tempo di protrombina.

Se usato contemporaneamente a diuretici risparmiatori di potassio, il nabumetone ha saltuariamente evidenziato la capacità di causare iperpotassiemia.